# Кейсар, Исраэль
Исраэль Кейсар (ивр. ישראל קיסר‎, фамилия при рождении Кессар-Эльхакам; 20 мая 1931, Сана, Йемен — 8 сентября 2019, Холон) — израильский профсоюзный деятель и политик. С 1984 по 1992 год генеральный секретарь Гистадрута (Всеобщей федерации профсоюзов Израиля), с 1984 по 1996 год депутат кнессета от блока «Маарах» и партии «Авода», в 1992—1996 годах министр транспорта Израиля.

## Биография
Родился в Сане (Йемен) в семье торговцев Кессар-Эльхакам в 1931 году и через два года с семьёй перебрался в Палестину. По окончании гимназии занимался в учительской семинарии «Бейт-ха-Керем» в Иерусалиме. Военную службу закончил в звании капитана. В 1956 году получил первую степень по социологии и экономике в Еврейском университете в Иерусалиме. В 1972 году получил степень магистра в Тель-Авивском университете с итоговой работой по теме «История рабочего движения». В Израиле сменил фамилию на Кейсар.
С 21 года был членом партии МАПАЙ, стоявшей на позициях социалистического сионизма. В 23 года избран в закрытый секретариат партии. В 1960 году назначен помощником и советником министра труда Гиоры Йосефталя, с 1961 по 1966 год — главный советник по вопросам трудоустройства в министерстве труда. В 1966 году перешёл на работу в Гистадрут (Всеобщую федерацию профсоюзов Израиля). До 1971 года руководил в Гистадруте отделом кадров и отделом молодежи и спорта; с 1972 по 1977 год — казначей Гистадрута, с 1977 по 1984 год — глава отдела профессиональных объединений и заместитель генерального секретаря Гистадрута. В 1978 году избран в Центральный комитет партии «Авода».
В 1984 году Кейсар был избран на пост генерального секретаря Гистадрута. В соответствии с уставом партии «Авода», эта должность гарантировала ему депутатское место в кнессете 11-го созыва. В качестве генерального секретаря Гистадрута Кейсар поддержал в 1985 году программу борьбы с инфляцией, разработанную правительством Шимона Переса и министерством финансов во главе с Ицхаком Модаи, но одновременно вёл борьбу против резкого снижения реального уровня доходов трудящихся. Кейсар также играл заметную роль в привлечении в ряды Гистадрута работников-арабов; при его участии в 1984 году был открыт Институт еврейско-арабских отношений при учебно центре «Бейт-Берл».
В 1992 году, в преддверии выборов в кнессет 13-го созыва, Кейсар в рамках первых в истории партии «Авода» праймериз выставил свою кандидатуру на пост лидера партии. В борьбе с Ицхаком Рабином, Шимоном Пересом и Орой Намир он получил около 20 % голосов членов партии. После победы на выборах возглавивший правительство Рабин назначил Кейсара заместителем премьер-министра и министром транспорта. В связи с назначением на пост министра освободил должность генерального секретаря Гистадрута, которую занял Хаим Хаберфельд. Пост министра транспорта Кейсар сохранил и после убийства Рабина, в правительстве Переса. В период его руководства министерством был запущен ряд масштабных проектов по развитию инфраструктуры. Среди этих проектов — прокладка под Иерусалимом транспортного тоннеля, через который с севера на юг города прошло шоссе 4; утверждение проекта сети тоннелей под горой Кармель; расширение шоссе Аялон в Гуш-Дане; модернизация международного аэропорта имени Бен-Гуриона; и создание марин в Герцлии и Ашкелона. При Кейсаре также начали работу радиостанции «Гальгалац» и «Коль ха-дерех», вещавшие в частности о ситуации на дорогах страны.
В 64 года ушёл из политики, отказавшись от участия в выборах в кнессет 14-го созыва, но продолжал общественную деятельность в рамках общества по изучению наследия йеменских евреев. Умер в сентябре 2019 года в возрасте 88 лет в больнице «Вольфсон» в Холоне от осложнений после пневмонии, оставив после себя сына Авишая и дочь Реуму. Похоронен на кладбище «Ганей Эстер» в Ришон-ле-Ционе.